# Derrick Borte
Derrick Stacey Borte (Francoforte sul Meno, 7 dicembre 1967) è un regista, sceneggiatore, produttore cinematografico e pittore tedesco naturalizzato statunitense. 
Ha debuttato nel mondo del cinema nel 2009 col film The Joneses, che ha ottenuto una forte attenzione da parte della critica, per poi dedicarsi principalmente alle prime due attività dirigendo e sceneggiando svariati altri film.

## Biografia e carriera

### Lavori come artista e in televisione
Nato in Germania, Borte è emigrato con la sua famiglia in Virginia prima ancora di compiere un anno. Dopo le scuole superiori si è laureato in arte, con specialistica in pittura, presso la Old Dominion University. Borte ha dunque iniziato a vendere i suoi lavori come pittore a varie gallerie, per poi dedicarsi all'attività di designer. Trasferitosi a New York nei primi anni '90, Borte ha conseguito un master in design e ha iniziato a lavorare con Sony Music nella produzione di video musicali ed episodi di MTV Unplugged incentrati su artisti Sony. Nel 1996 è tornato in Virginia e ha iniziato a lavorare per il canale televisivo WAVY-TV 10 come reporter. Nel 1998 ha lasciato questo impiego per fondare una propria azienda, la Brite, incenerata sulla produzione di spot pubblicitari. Proprio in questo periodo Borte ha iniziato a scrivere le sue prime sceneggiature riuscendo, dopo diversi tentativi, a migliorare sempre di più la qualità dei suoi elaborati.

### Carriera cinematografica
Quando Borte ha ritenuto che una sua sceneggiatura meritasse di diventare un effettivo film, il regista ha contattato Scott Lochmus con l'intenzione di fondare una casa di produzione che finanziasse la sua opera prima. Da ciò è nata la Storyland Pictures, che ha immediatamente prodotto il primo film di Borte, The Joneses. Distribuito a partire nel 2009 e dotato di un cast costituito da attori molto noti come Demi Moore e David Duchovny. Dopo aver diretto e prodotto il film Dark Around the Stars nel 2013, Borte ha abbandonato la produzione per dedicarsi alla regia e sceneggiatura delle proprie opere. Nel 2015 ha diretto e sceneggiato il dramma-thriller H8RZ, mentre nel 2016 si è dedicato al film drammatico-musicale London Town. Durante alcune interviste, il regista ha affermato che tale film è incentrato su "come la musica è in grado di cambiare la vita di una persona". Nel 2019 ha diretto e sceneggiato il noir American Dreamer, girato nella città in cui è cresciuto Virginia Beach. Nel 2020 ha diretto Russel Crowe nel thriller Il giorno sbagliato, girato invece a New Orleans nonostante parte del cast fosse neozelandese.

## Filmografia

### Regia
- The Joneses (2009)
- Dark Around the Stars (2013)
- H8RZ (2015)
- London Town (2016)
- American Dreamer (2018)
- Il giorno sbagliato (Unhinged) (2020)

### Sceneggiatura
- The Joneses (2009)
- H8RZ (2015)
- American Dreamer (2019)

### Produttore
- The Joneses (2009)
- Dark Around the Stars (2013)